# Hyllie station
Hyllie är en järnvägsstation i sydvästra Malmö. Den är den station på svenska sidan Öresund som ligger närmast Öresundsbron, på Öresundsbanan, och togs i drift 12 december 2010. Stationen ligger i stadsdelen Hyllie i Malmö (området Hyllievång) och ansluter här till Citytunneln. Närbelägna byggnader är bland annat The Point, Malmö Arena och köpcentrumet Emporia, som båda ligger nära stationen.
Stationen trafikeras av Skånetrafikens Öresundståg och Pågatågen. Stationen är dessutom en knutpunkt för lokala och regionala busslinjer – bland annat till/från Klågerup, Bara, Vellinge, Skanör och Falsterbo (dessa orter har även direktbussar till/från centrala Malmö förutom Falsterbo där bussbyte i detta fall måste ske i Skanör).

## Utformning
Stationen är delvis överbyggd i ett öppet schakt sju meter under marken och rymmer fyra spår med två mellanliggande plattformar. Vid stationen angör även bussar och taxi. Vid Stationen har P-Malmö byggt ett parkeringshus med cirka 1 500 bilplatser och 1 000 cykelplatser. Dessutom erbjuder Malmö Stad cirka 120 platser i en låst del av cykelgaraget, där jojo-kortet eller annat reskort används för tillträde.

## Trafik
Skånetrafikens tåg, Öresundståg och Pågatågen, stannar vid Hyllie station. Pågatåg går sedan 2011 via Hyllie till Ystad och Simrishamn, sedan 2015 till Trelleborg och sedan 2018 till Malmö C via Östervärn (Malmöringen).  Övriga pågatåg har Hyllie som slutstation, medan Öresundstågen fortsätter till Danmark. Därmed har Hyllie tagit över Malmö centralstations roll som slutstation för ej genomgående tåg. Vissa tåg har dock fått sin slutstation i den gamla banhallen på Malmö C, däribland många fjärrtåg. Innan Hyllie station blev klar användes Svågertorp som mellanliggande station för Öresundstågen till Köpenhamn.

## Mottagande av migranter
Under Migrationskrisen hösten 2015 anlände 100–1000 migranter per dag till stationen.
I november 2015 infördes gränskontroll för tåg från Danmark. Stationen var inte förberedd för det. Kontrollen går till så att en del av de norrgående spårens perrong spärras av, och passagerarna på ankommande tåg kontrolleras i tåget. De som inte har rätt att resa in förs av tåget till en särskild utgång, där de får välja mellan att söka asyl eller ta ett tåg tillbaka.[källa behövs]
Efter införandet av ID-kontroller (transportöransvar) på Köpenhamns flygplats i januari 2016 minskade antalet anländande migranter till stationen till något tiotal dagligen. Asylsökande fortsätter komma till Sverige, dock runt hundra om dagen, och då mest med färja från Tyskland. Endast de som har giltig fotolegitimation får åka färja eller tåg över gränsen.
Hyllie station
| Riktning från    | Föregående station | Linje       | Linje       | Linje       | Linje       | Linje       | Nästa station | Riktning mot                  |
| ---------------- | ------------------ | ----------- | ----------- | ----------- | ----------- | ----------- | ------------- | ----------------------------- |
| Østerport        | Copenhagen Airport | Öresundståg | Öresundståg | Öresundståg | Öresundståg | Öresundståg | Triangeln     | Göteborg, Kalmar & Karlskrona |
| Simrishamn       | Oxie               | Pågatågen   | Pågatågen   | Pågatågen   | Pågatågen   | Pågatågen   | Triangeln     | Landskrona–Helsingborg C      |
| Trelleborg       | Svågertorp         | Pågatågen   | Pågatågen   | Pågatågen   | Pågatågen   | Pågatågen   | Triangeln     | Kristianstad                  |
| Malmö C–Persborg | Svågertorp         | Pågatågen   | Pågatågen   | Pågatågen   | Pågatågen   | Pågatågen   | Triangeln     | Malmö C–Lomma–Kävlinge        |
|                  | Första station     | Pågatågen   | Pågatågen   | Pågatågen   | Pågatågen   | Pågatågen   | Triangeln     | Eslöv-Helsingborg C           |
|                  | Första station     | Pågatågen   | Pågatågen   | Pågatågen   | Pågatågen   | Pågatågen   | Triangeln     | Kävlinge-Åstorp               |

## Bilder

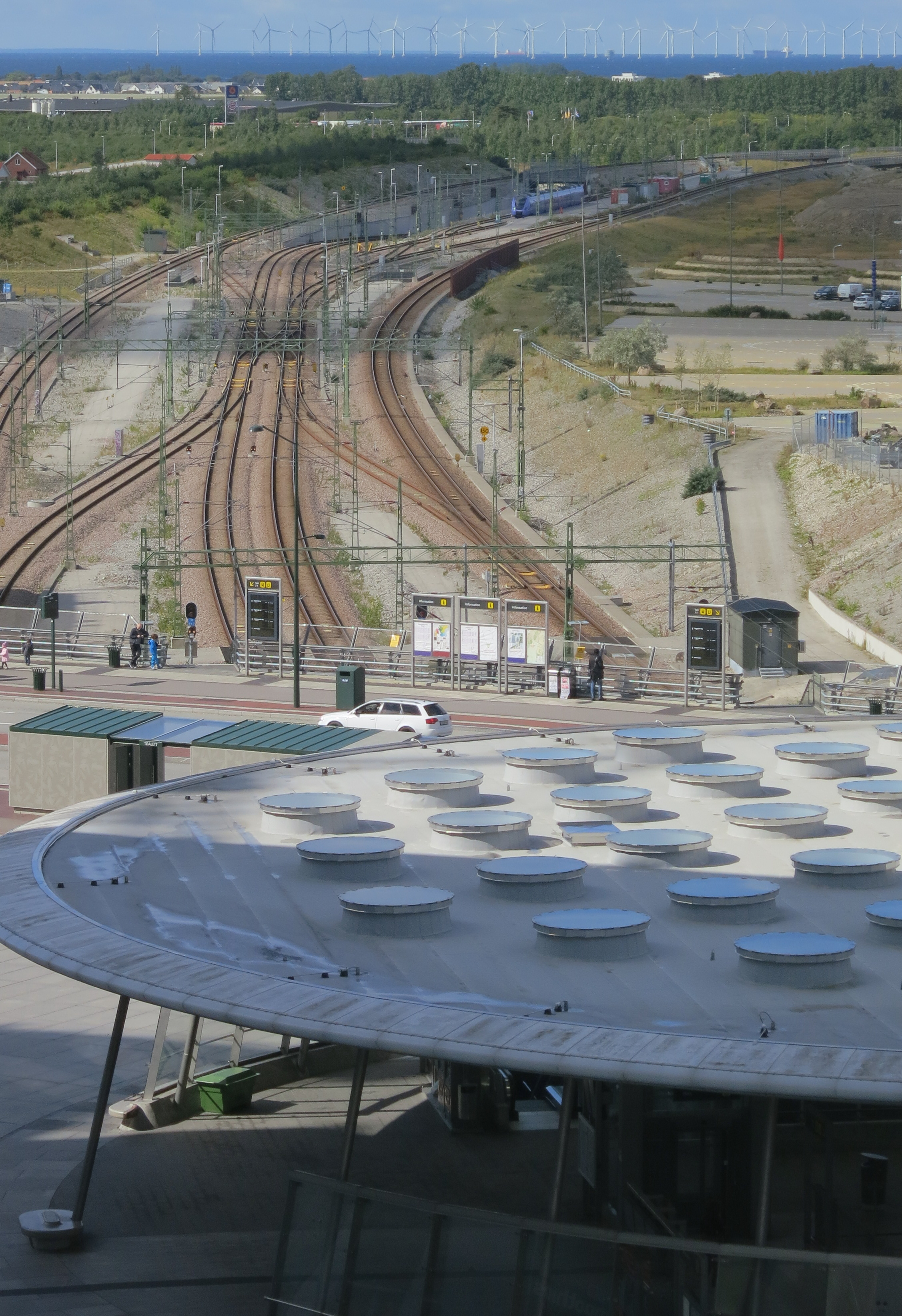
Stationsbyggnaden. De mellersta spåren är söder om stationen uppställningsspår för vändande Pågatåg, medan de yttre går mot Köpenhamn.
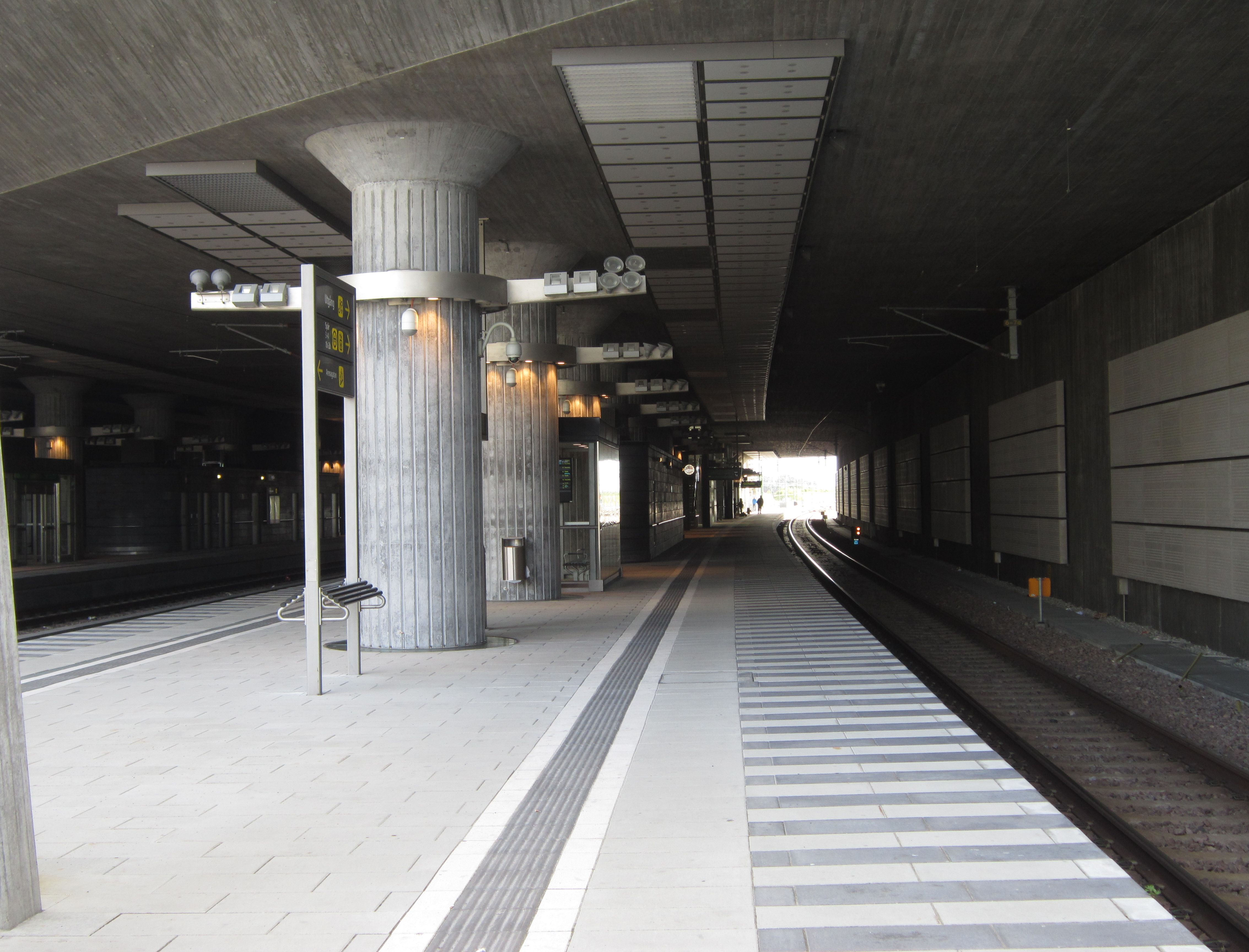
Underjordisk del av perrongen.
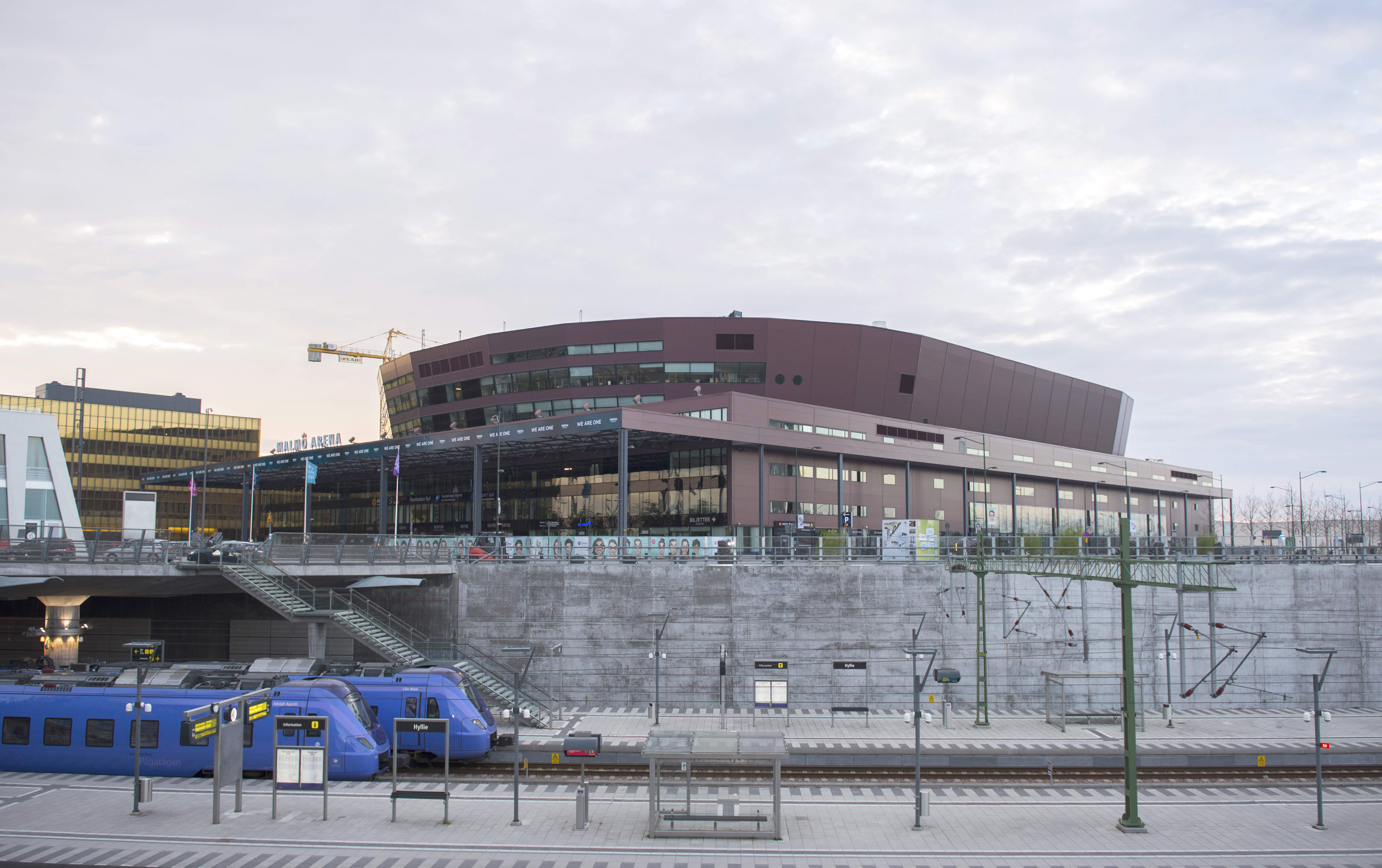
Hyllie station och Malmö Arena.
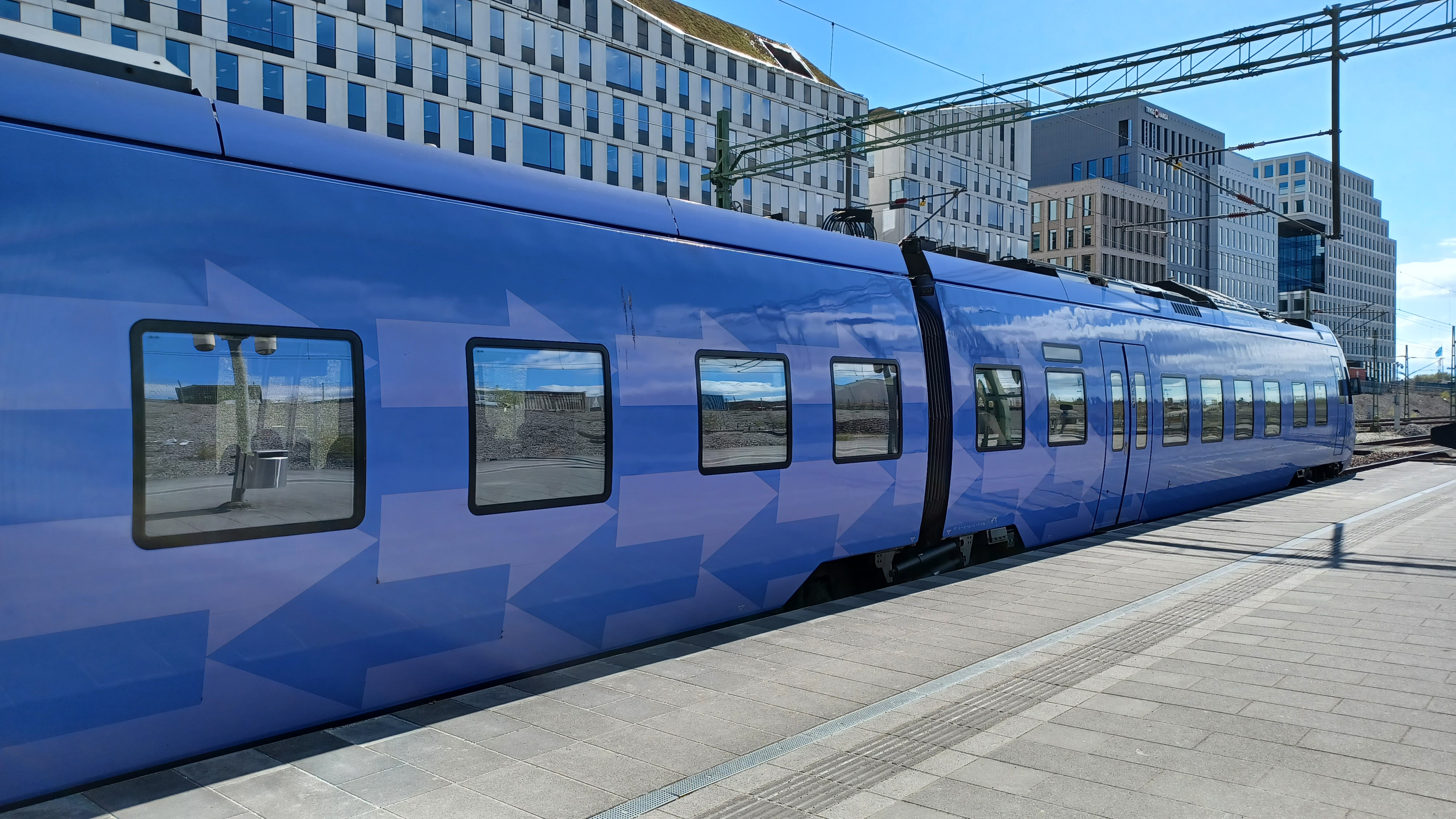
Pågatåg på Hyllie station med nybyggda hus vid Skrivaregatan i bakgrunden.
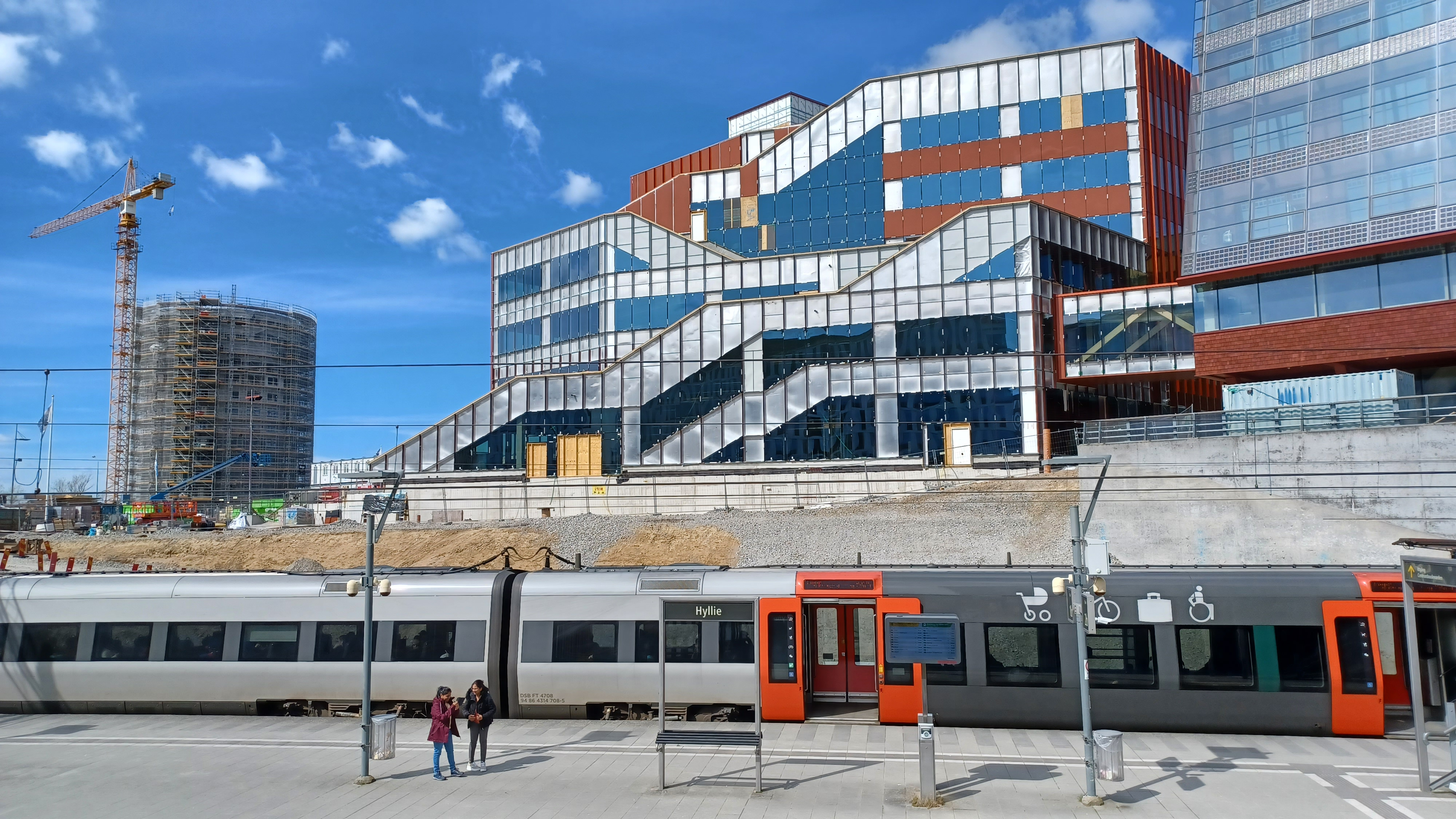
Det hållbara kvarteret Embassy of Sharing under uppförande sedd från stationen, med ett Öresundståg i förgrunden.
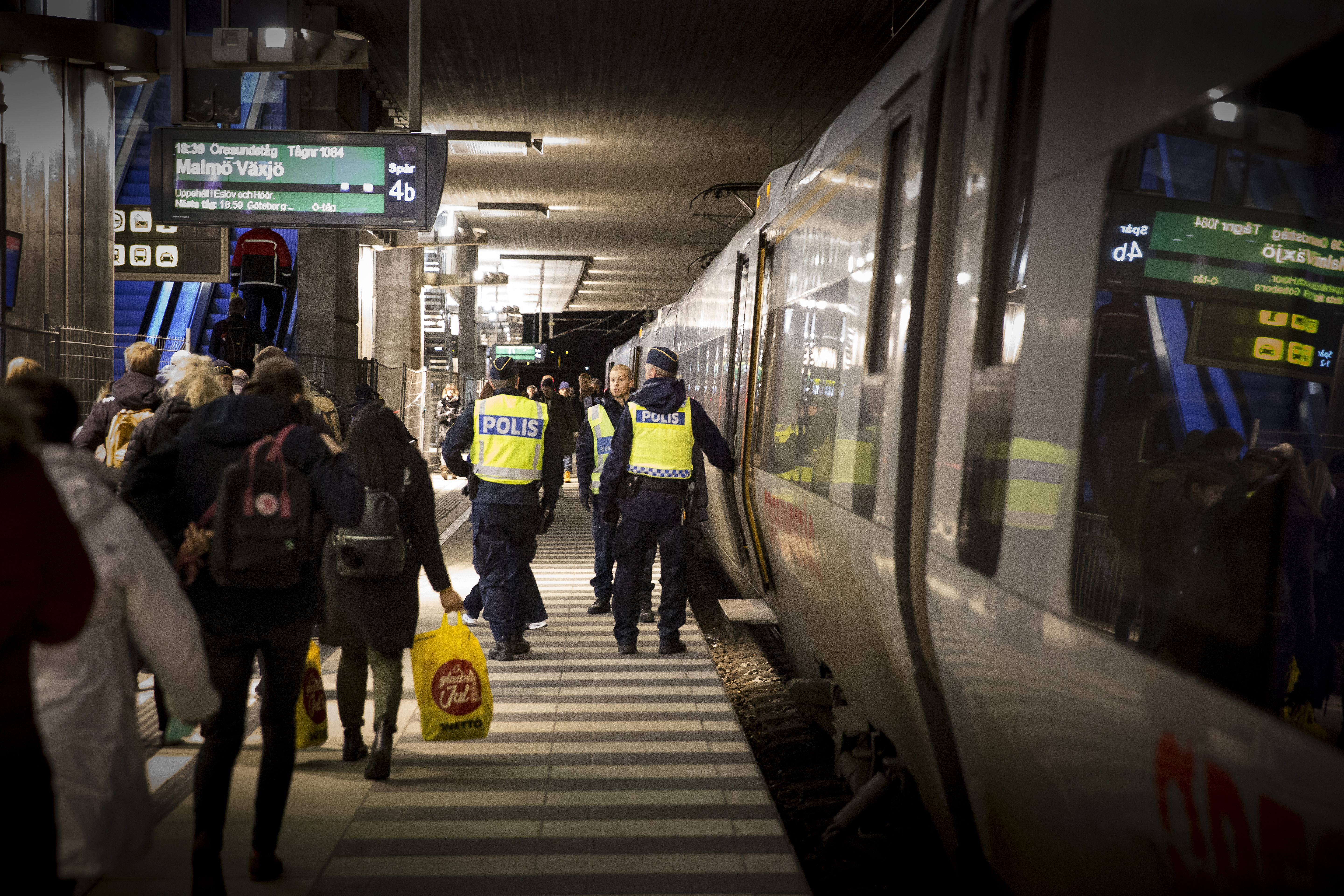
Pass/ID och poliskontroll vid Hyllie station.

### Webbkällor
- Citytunnelns kortfattade information om Hyllie station
- Citytunneln utförligare information om projekt Hyllie
- Malmö Stad om Hyllie Bike and Ride